# نویز (فیلم ۲۰۰۷)
«نویز» (انگلیسی: Noise (2007 American film)) فیلمی در ژانر کمدی-درام به کارگردانی هنری بین است که در سال ۲۰۰۷ منتشر شد. از بازیگران آن می‌توان به تیم رابینز، بریجیت مویناهان، و ویلیام هرت اشاره کرد.